# Liutpert
Liutpert ou Liutbert, (né apr. 680, mort en 702), est roi des Lombards d'Italie 8 mois en 700, sous la tutelle d'Ansprand.

## Biographie
Liutpert est le fils et successeur du roi Cunipert. C'est encore un enfant ou un adolescent lorsqu'il monte sur le trône lombard et il doit gouverner avec l'aide d'un tuteur, Ansprand, duc d'Asti, nommé par Cunipert avant sa mort. Quelques mois après son avènement, il est renversé par Raginpert, duc de Turin, qui réussit à s'emparer du royaume après avoir battu Ansprand et le duc Rotharit de Bergame.
Après le décès prématuré du roi usurpateur en 701, Liutpert réussit à remonter sur le trône avec l'aide de ses partisans avant d'être de nouveau renversé par un fils de Raginpert, Aripert, qui revendique le royaume. Aripert bat Ansprand et s'empare de Liutpert lors d'une bataille ; ce dernier, retenu prisonnier, est assassiné dans son bain en 702.
Il a été enterré à Pavie dans la basilique de Santissimo Salvatore.

### Source primaire
- Paul Diacre, Histoire des Lombards, L. V-VI.

### Sources secondaires
- Gianluigi Barni, La conquête de l'Italie par les Lombards — VIe siècle — Les Événements. Le Mémorial des Siècles, Éditions Albin Michel, Paris (1975)  (ISBN 2226000712).